# Biasca
Biasca (en alemán Ablentschen) es una comuna suiza del cantón del Tesino, localizada en el círculo y distrito de Riviera. Limita al norte con las comunas de Semione y Malvaglia, al este con Rossa (GR) y Cauco (GR), al sur con Osogna, al suroeste con Lodrino, y al oeste con Iragna, Personico y Pollegio.
Las localidades de Biborgo, Fontana, Loderio, Pedemonte, Pontirone, Sant'Anna y Sciresa forman parte del territorio comunal.